# Borgmästargården, Söderhamn

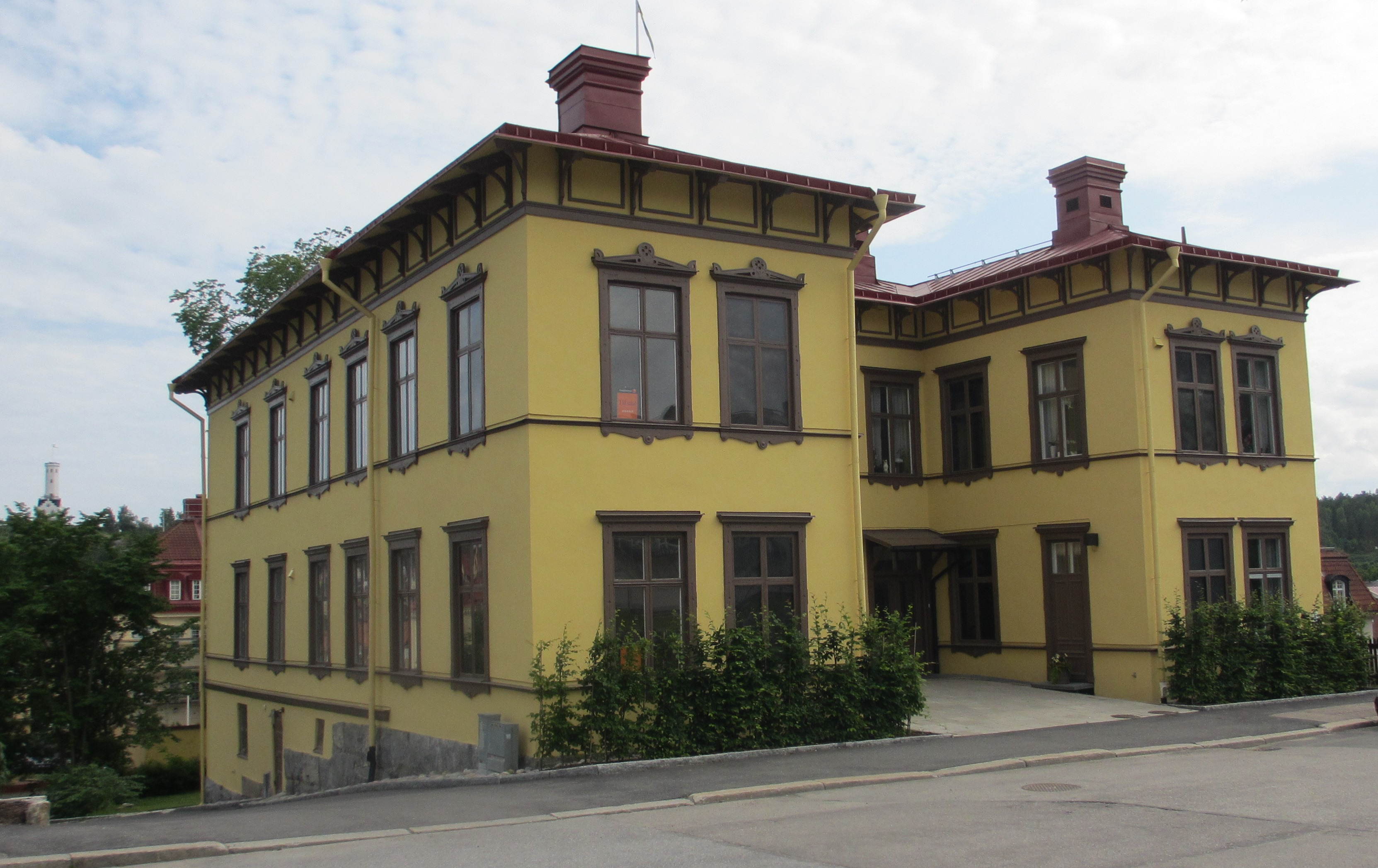
Borgmästargården i Söderhamn.

Borgmästargården är en omkring 1875 uppförd byggnad på Norrtullsgatan i Söderhamn.
Byggnaden, som ritades av Erik Jakobsson, var ursprungligen timrad och rödfärgad, men rappades och gulfärgades 1879, samtidigt som de båda flyglarna tillkom. Samtidigt flyttade borgmästare Frans Berglöf med familj in i byggnaden, som därigenom fick sitt namn. År 1933 byggdes ovanvåningen till två lägenheter och 1984–86 restaurerades byggnaden exteriört. Byggnaden har dock under årens lopp bibehållit sin strama klassicistiska stil. Under många år ägdes byggnaden av Söderhamns kommun och inrymde under 30 år kommunala musikskolan, men 2011 såldes den till en privatperson.